# Forcipomyia lanceolata
Forcipomyia lanceolata är en tvåvingeart som beskrevs av John William Scott Macfie 1934. Forcipomyia lanceolata ingår i släktet Forcipomyia och familjen svidknott. Inga underarter finns listade i Catalogue of Life.